# Bury St Edmunds
Bury St Edmunds – miasto i civil parish w Anglii, w Suffolk, w dystrykcie West Suffolk. W 2011 civil parish liczyła 40664 mieszkańców. Przemysł browarniczy i cukrowniczy.
W centrum miasta znajdują się ruiny opactwa, gdzie został pogrzebany król Edmund, władca Anglii Wschodniej, zabity przez wikingów w 869 roku. Opactwo do śmierci Tomasza Becketa było najczęstszym celem pielgrzymek w Anglii. Bury St. Edmunds jest wspomniana w Domesday Book (1086) jako Villa Sancti Eadmundi.

## Etymologia
Nazwa bury jest etymologicznie powiązana z angielskim borough, pokrewnym z takim wyrazami z innych języków germańskich jak współczesne niemieckie burg oraz staronordyjskie borg, oznaczające „zamek, fortecę”, czy gockie baurgs oznaczające „miasto”. Wszystkie pochodzą od pragermańskiego *burgs – „forteca”.
Druga część odnosi się do miejsca pochówku Edmunda Męczennika, króla Wschodnich Anglów, zabitego przez wikingów w 869 roku.
Formalna nazwa diecezji oraz okręgu miejskiego brzmi „St. Edmundsbury”. Mieszkańcy nazywają miasto „Bury”.

## Współpraca
Miejscowość partnerska:
- Huy, Belgia